# میتویتس
میتویتس (به آلمانی: Mitwitz) یک شهر در آلمان است که در کروناخ واقع شده‌است. میتویتس ۲٬۹۹۹ نفر جمعیت دارد.

## خواهرخوانده
شهر ابلبن خواهرخواندهٔ میتویتس هست.